# Stad i ljus (roman)
Stad i ljus är en roman av Eyvind Johnson. Den utkom först på franska som Lettre recommandée 1927 och kom på svenska följande år.

## Handling
Stad i ljus är en uppföljare till Stad i mörker från 1927. Stad i mörker handar om en norrländsk stad i februari, medan Stad i ljus utspelar sig i Paris under nationaldagsfirandet 14 juli. Romanen handlar om en ung svensk författare, Torsten, som fattig och hungrig vandrar runt bland folkskarorna under firandet medan han tänker på det rekommenderade brev med pengar från Sverige som ska rädda honom.

## Utgåvor
- 1927 – Lettre recommandée, Paris, översatt från svenska av Victor Vinde (franska)
- 1928 – Stad i ljus, Tidens förlag
- 1943 – Stad i ljus: en historia från Paris, Bonniers
- 1950 – Stad i ljus: en historia från Paris på 20-talet / Stad i mörker, Bonniers
- 2000 – Stad i ljus: en historia från Paris på 20-talet, Bonniers Delfinserien